# The Big Broadcast of 1938
The Big Broadcast of 1938 es una película dirigida por Mitchell Leisen en 1938, y protagonizada por Bob Hope, W.C. Fields, Martha Raye, Dorothy Lamour, Shirley Ross, Lynne Overman y Ben Blue. 
La película ganó el premio Óscar a la mejor canción original por Thanks for the Memory, canción compuesta por Ralph Rainger, con letra de Leo Robin, y que en el filme era cantada por Bob Hope junto a Shirley Ross.